# TCL1A
TCL1A (англ. T-cell leukemia/lymphoma 1A) – білок, який кодується однойменним геном, розташованим у людей на короткому плечі 14-ї хромосоми. Довжина поліпептидного ланцюга білка становить 114 амінокислот, а молекулярна маса — 13 460.
| 10         |  | 20         |  | 30         |  | 40         |  | 50         |
| ---------- |  | ---------- |  | ---------- |  | ---------- |  | ---------- |
| MAECPTLGEA |  | VTDHPDRLWA |  | WEKFVYLDEK |  | QHAWLPLTIE |  | IKDRLQLRVL |
| LRREDVVLGR |  | PMTPTQIGPS |  | LLPIMWQLYP |  | DGRYRSSDSS |  | FWRLVYHIKI |
| DGVEDMLLEL |  | LPDD       |  |            |  |            |  |            |

A: Аланін

C: Цистеїн

D: Аспарагінова кислота

E: Глутамінова кислота

F: Фенілаланін

G: Гліцин

H: Гістидин

I: Ізолейцин

K: Лізин

L: Лейцин

M: Метіонін

P: Пролін

Q: Глутамін

R: Аргінін

S: Серин

T: Треонін

V: Валін

W: Триптофан

Локалізований у цитоплазмі, ядрі, ендоплазматичному ретикулумі, мікросомах.